# Palácio de Linköping
O Palácio de Linköping (em sueco:  Linköpings slott) é um palácio da província histórica da Östergötland, no sul da Suécia. Está localizado na cidade de  Linköping.
Erigido inicialmente no século XIII, foi  residência do bispo de Linköping desde o século XV. 
Foi restaurado no século XVIII, após ter sido destruído por um grande incêndio.
Hoje em dia é partilhado pela residência do governador do condado e pelo museu do palácio e da catedral.

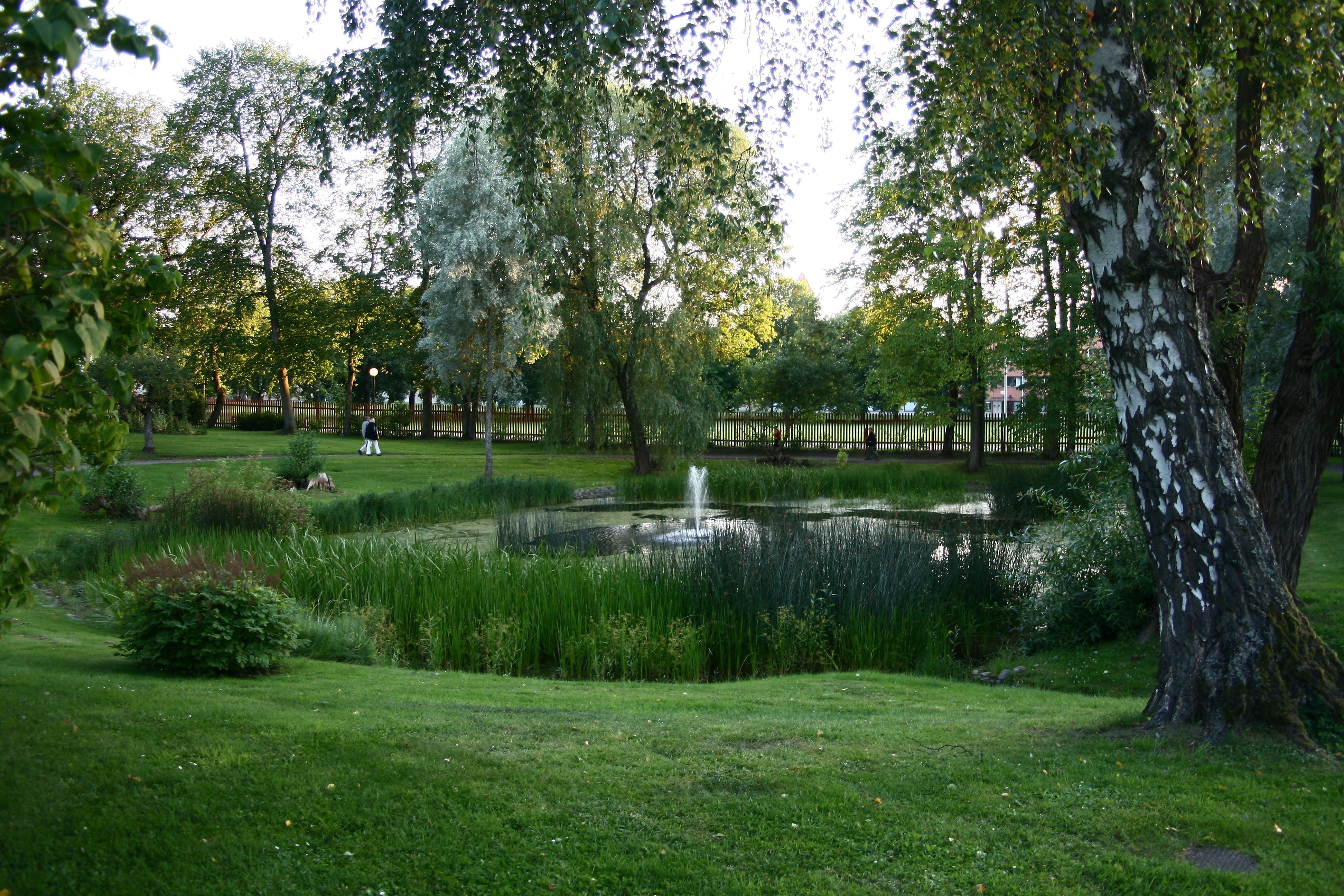
Jardim do palácio
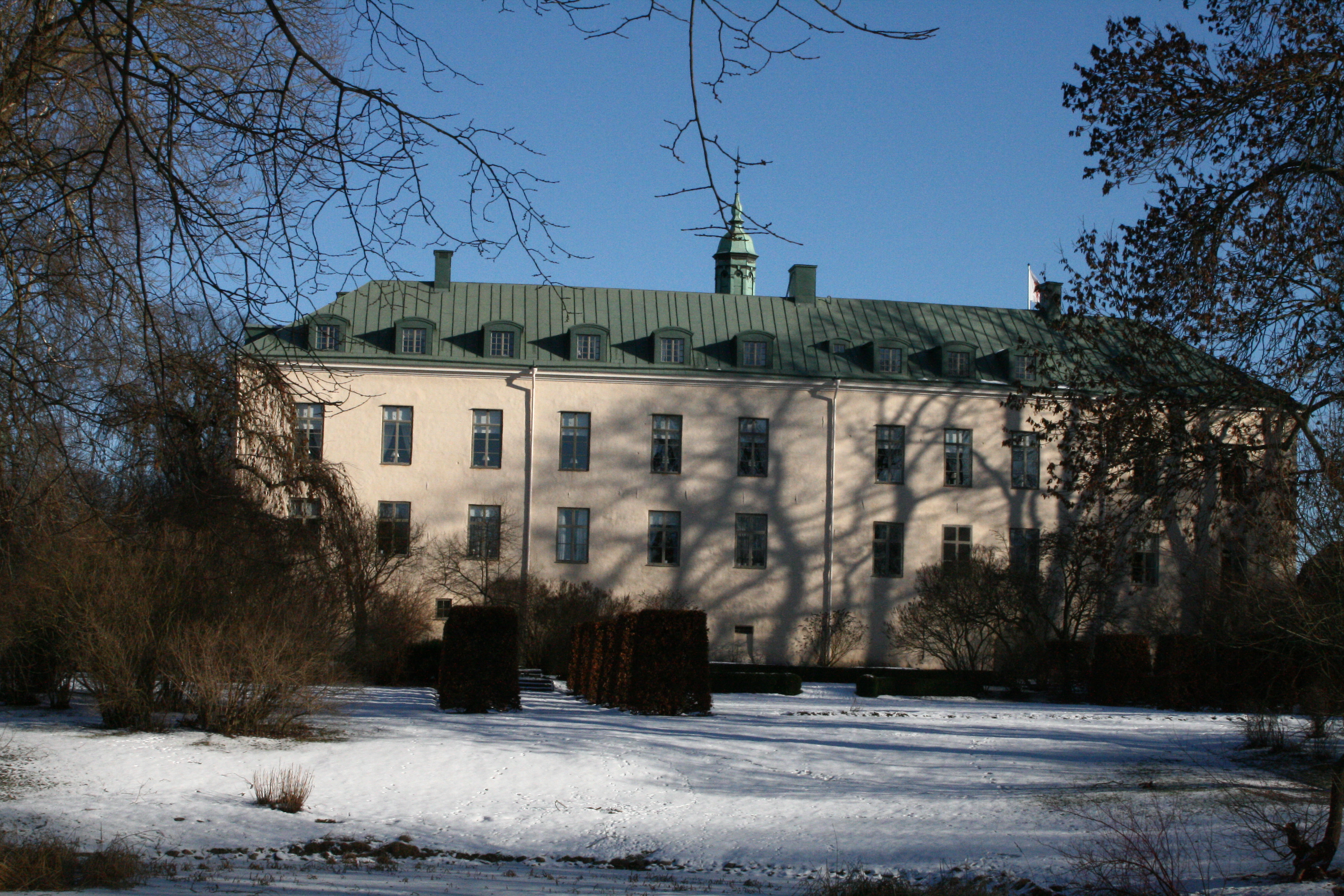
Fachada oeste do edifício
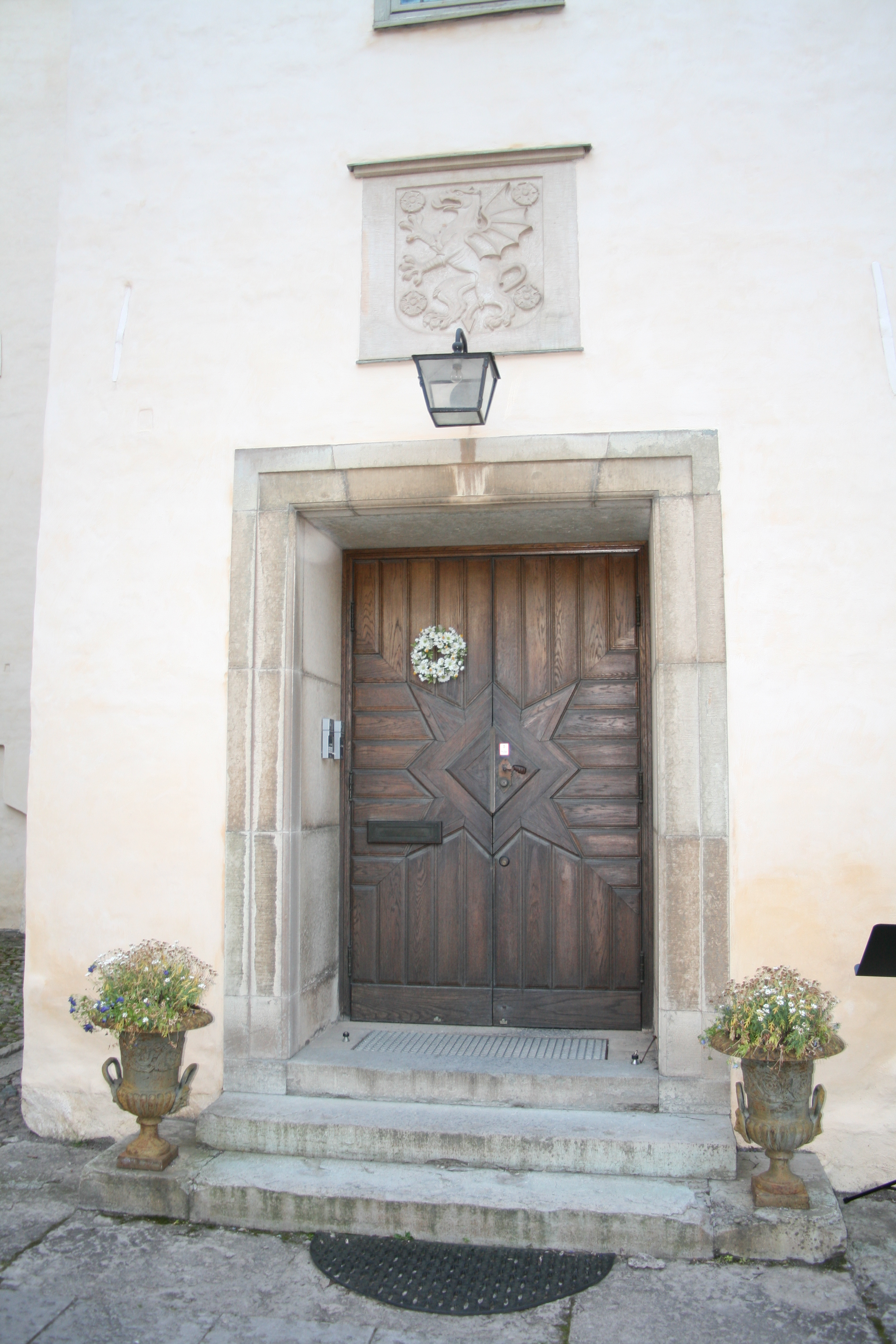
Porta principal
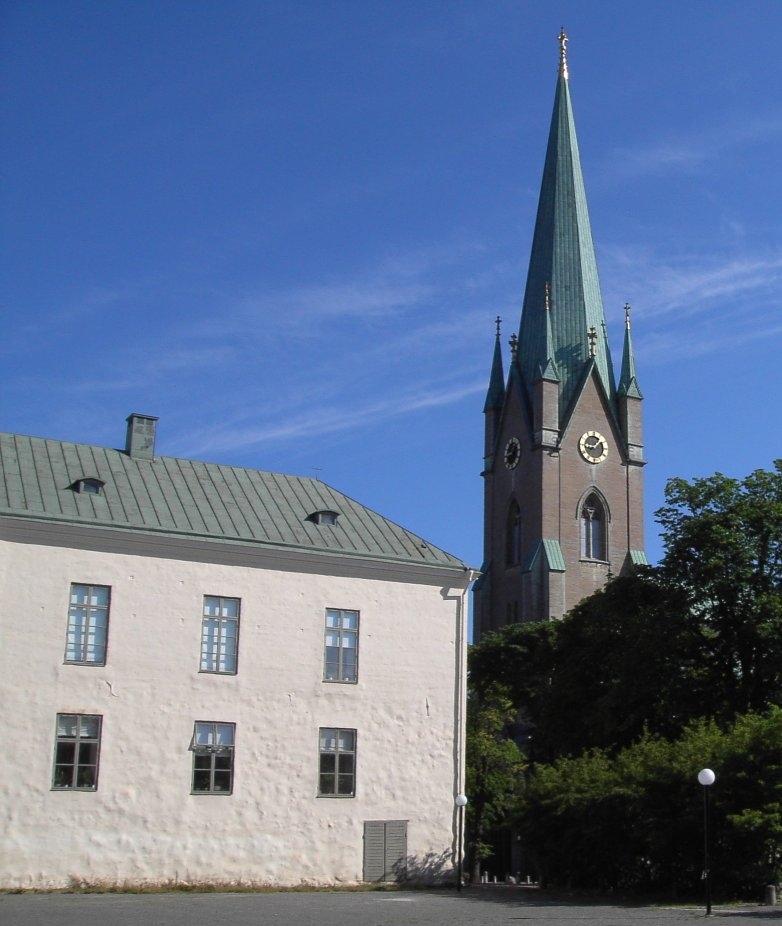
O palácio e a catedral